# پای گرگ
پای گرگ، فراسیون آبی (نام علمی: Lycopus) نام یک سرده از تیره نعناعیان است.